# Killi
Killi (arab. كللي) – miejscowość w Syrii, w muhafazie Idlib. W 2004 roku liczyło 7157 mieszkańców.